# 土佐広周
土佐 広周（とさ ひろちか/ひろかね、生没年不詳）は、室町時代中期に活躍した土佐派の画家である。初名は光持又は具持、法名は経増。官位は従五位上・弾正忠。

## 経歴・人物
土佐行広の長男として生まれる。幼年期より父から大和絵を学ぶ。経歴についてはほとんど不明だが、『親長卿記』により、永享11年（1439年）から明応元年（1492年）の存命が確認されている。主に宮廷関係の大和絵を制作し、永享11年（1439年）には後小松上皇の7回忌における法要の本尊の制作にも携わった。本尊製作の褒賞により丹波三箇北荘内（現在の兵庫県丹波篠山市）に自身の私有地を与えられ、長禄3年（1459年）には近江国金勝寺領を与えられる。応永2年（1438年）ころには室町幕府や後花園上皇に仕え、以後将軍や皇室に献上する絵画を数多く制作した。後に肖像画だけでなく仏画の制作にも携わった。晩年には土佐行定と共に『明恵上人絵巻』を共作したとされている。なお、広周の作風は平明なものであった。
従五位上に叙せられ、弾正忠・土佐守に任ぜられた。

## 主な作品

### 代表的な作品
- 『天稚彦草子』- 行広が制作したと信頼出来るとみられている絵画。現在はベルリン東洋美術館が所蔵している。

### その他の作品
- 『普賢菩薩像』- 後花園上皇の百ヵ日法要における。1471年（文明3年）制作。
- 『地蔵菩薩像』- 大炊御門信子（嘉楽門院）の追善における。1488年（長享2年）制作。
- 『足利義政盃台絵』- 1465年（寛正6年）制作。

※このうち上記の仏画2作品は皇室に献上されたものであり、宮廷付の絵師に任命されたとされているが、不明である。この他にも、後の土佐光起により『花鳥図屏風』が広周の作品だと提言しているが、確証はない。